# МТВ филмска награда за најбољи филмски дуо
МТВ филмска награда за најбољи филмски дуо (енгл. Best On-Screen Duo) једна је од МТВ филмских награда коју додељује телевизијска мрежа МТВ. Награда је била укинута од 2006. до 2012. године, када је поново уведена као „МТВ филмска награда за најбољу глумачку поставу“, али јој је већ следеће године враћен стари назив.

## Добитници и номиновани

### 1990е
| Година | Филм                            | Глумачка постава                             | Извор |
| ------ | ------------------------------- | -------------------------------------------- | ----- |
| 1992.  | Вејнов свет                     | Дејна Карви и Мајк Мајерс                    | [ 1 ] |
| 1992.  | Последњи скаут                  | Дејмон Вејанс и Брус Вилис                   | [ 1 ] |
| 1992.  | Моја девојка                    | Ана Кламски и Маколи Калкин                  | [ 1 ] |
| 1992.  | Робин Худ: Краљ лопова          | Кевин Костнер и Морган Фриман                | [ 1 ] |
| 1992.  | Телма и Луиз                    | Џина Дејвис и Сузан Сарандон                 | [ 1 ] |
| 1993.  | Смртоносно оружје 3             | Мел Гибсон и Дени Главер                     | [ 2 ] |
| 1993.  | Ниске страсти                   | Мајкл Даглас и Шерон Стоун                   | [ 2 ] |
| 1993.  | Телохранитељ                    | Кевин Костнер and Витни Хјустон              | [ 2 ] |
| 1993.  | Тамо далеко                     | Том Круз и Никол Кидман                      | [ 2 ] |
| 1993.  | Белци не умеју да скачу         | Вуди Харелсон и Весли Снајпс                 | [ 2 ] |
| 1994.  | Бегунац                         | Харисон Форд и Томи Ли Џоунс                 | [ 3 ] |
| 1994.  | Бени и Џун                      | Џони Деп и Мери Стјуарт Мастерсон            | [ 3 ] |
| 1994.  | Филаделфија                     | Том Хенкс и Дензел Вошингтон                 | [ 3 ] |
| 1994.  | Бесани у Сијетлу                | Том Хенкс и Мег Рајан                        | [ 3 ] |
| 1994.  | Вејнов свет 2                   | Дана Карви и Мајк Мајерс                     | [ 3 ] |
| 1995.  | Брзина                          | Сандра Булок и Кијану Ривс                   | [ 4 ] |
| 1995.  | Глуп и глупљи                   | Џим Кери и Џеф Данијелс                      | [ 4 ] |
| 1995.  | Интервју са вампиром            | Том Круз и Бред Пит                          | [ 4 ] |
| 1995.  | Рођене убице                    | Џулијет Луис и Вуди Харелсон                 | [ 4 ] |
| 1995.  | Петпарачке приче                | Самјуел Л. Џексон, Џон Траволта и Ума Терман | [ 4 ] |
| 1996.  | Томи Бој                        | Крис Фарли и Дејвид Спејд                    | [ 5 ] |
| 1996.  | Лоши момци                      | Вил Смит и Мартин Лоренс                     | [ 5 ] |
| 1996.  | Петак                           | Ајс Кјуб и Крис Такер                        | [ 5 ] |
| 1996.  | Седам                           | Морган Фриман и Бред Пит                     | [ 5 ] |
| 1996.  | Прича о играчкама               | Тим Ален и Том Хенкс                         | [ 5 ] |
| 1997.  | Стена                           | Николас Кејџ и Шон Конери                    | [ 6 ] |
| 1997.  | Бивис и Батхед одрађују Америку | Бивис и Батхед                               | [ 6 ] |
| 1997.  | Фарго                           | Стив Бусеми и Петер Стормаре                 | [ 6 ] |
| 1997.  | Ромео и Јулија                  | Леонардо Дикаприо и Клер Дејнс               | [ 6 ] |
| 1997.  | Кавез                           | Нејтан Лејн и Робин Вилијамс                 | [ 6 ] |
| 1998.  | Украдено лице                   | Џон Траволта и Николас Кејџ                  | [ 7 ] |
| 1998.  | Добри Вил Хантинг               | Мет Дејмон и Бен Афлек                       | [ 7 ] |
| 1998.  | Људи у црном                    | Вил Смит и Томи Ли Џоунс                     | [ 7 ] |
| 1998.  | Свадбени певач                  | Адам Сандлер и Дру Баримор                   | [ 7 ] |
| 1998.  | Титаник                         | Леонардо Дикаприо и Кејт Винслет             | [ 7 ] |
| 1999.  | Гас до даске                    | Џеки Чен и Крис Такер                        | [ 8 ] |
| 1999.  | Армагедон                       | Бен Афлек и Лив Тајлер                       | [ 8 ] |
| 1999.  | Град анђела                     | Николас Кејџ и Мег Рајан                     | [ 8 ] |
| 1999.  | Она је та                       | Фреди Принц Џуниор и Рејџел Ли Кук           | [ 8 ] |
| 1999.  | Има нешто у вези Мери           | Бен Стилер и Камерон Дијаз                   | [ 8 ] |

### 2000е
| Година | Филм                                       | Глумачка постава | Извор  |
| ------ | ------------------------------------------ | --- | ------ |
| 2000.  | Остин Пауерс: Шпијун који ме је креснуо    | Мајк Мајерс и Верн Тројер | [ 9 ]  |
| 2000.  | Мали диктатор                              | Адам Сандлер и Дилан и Кол Спраус                                                                                               | [ 9 ]  |
| 2000.  | Матрикс                                    | Кијану Ривс и Лоренс Фишберн | [ 9 ]  |
| 2000.  | Шесто чуло                                 | Брус Вилис и Хејли Џоел Осмент                                                                                                  | [ 9 ]  |
| 2000.  | Прича о играчкама 2                        | Тим Ален и Том Хенкс | [ 9 ]  |
| 2001.  | Чарлијеви анђели                           | Дру Баримор, Камерон Дијаз и Луси Лу                                                                                            | [ 10 ] |
| 2001.  | Изгнаник                                   | Том Хенкс и лопта Вилсон | [ 10 ] |
| 2001.  | Њени родитељи                              | Роберт де Ниро и Бен Стилер | [ 10 ] |
| 2001.  | О, брате, где си?                          | Џорџ Клуни, Џон Туртуро и Тим Блејк Нелсон                                                                                      | [ 10 ] |
| 2001.  | Икс-људи                                   | Хали Бери, Хју Џекман, Џејмс Марсден и Ана Паквин                                                                               | [ 10 ] |
| 2002.  | Паклене улице                              | Вин Дизел и Пол Вокер | [ 11 ] |
| 2002.  | Играј своју игру                           | Кејси Афлек, Скот Кан, Дон Чидл, Џорџ Клуни, Мет Дејмон, Елиот Гулд, Еди Џејмисон, Берни Мак, Бред Пит, Шаобо Чин и Карл Рајнер | [ 11 ] |
| 2002.  | Гас до даске 2                             | Џеки Чен и Крис Такер | [ 11 ] |
| 2002.  | Шрек                                       | Камерон Дијаз, Еди Мерфи и Мајк Мајерс                                                                                          | [ 11 ] |
| 2002.  | Зулендер                                   | Бен Стилер и Овен Вилсон | [ 11 ] |
| 2003.  | Господар прстенова: Две куле               | Шон Остин, Енди Серкис и Елајџа Вуд                                                                                             | [ 12 ] |
| 2003.  | Заљубљени у таласе                         | Кејт Бозворт, Мишел Родригез и Сано Лејк                                                                                        | [ 12 ] |
| 2003.  | Jackass: The Movie                         | Џони Ноксвил, Бам Мерџера, Стив-О и Крис Поншус                                                                                 | [ 12 ] |
| 2003.  | Стара школа                                | Вил Ферел, Винс Вон и Лук Вилсон                                                                                                | [ 12 ] |
| 2003.  | Шангајски витезови                         | Џеки Чен и Овен Вилсон | [ 12 ] |
| 2004.  | Педесет првих састанака                    | Адам Сандлер и Дру Баримор | [ 13 ] |
| 2004.  | Лоши момци 2                               | Вил Смит и Мартин Лоренс | [ 13 ] |
| 2004.  | Пирати са Кариба: Проклетство Црног бисера | Џони Деп, Орландо Блум и Кира Најтли                                                                                            | [ 13 ] |
| 2004.  | Школа рока                                 | Џек Блек и бенд Школа рока | [ 13 ] |
| 2004.  | Старски и Хач                              | Бен Стилер и Овен Вилсон | [ 13 ] |
| 2005.  | Опасне девојке                             | Линдси Лоан, Рејчел Макадамс, Лејси Шабер и Аманда Сајфрид                                                                      | [ 14 ] |
| 2005.  | Спикер                                     | Вил Ферел, Стив Карел, Дејвид Кекнер и Пол Рад                                                                                  | [ 14 ] |
| 2005.  | Између две ватре                           | Винс Вон, Кристина Тејлор, Џастин Лонг, Алан Тадајк, Стивен Рут, Џоел Дејвид Мур и Крис Вилијамс                                | [ 14 ] |
| 2005.  | Америчка пита на Харолдов и Кумаров начин  | Џон Чо и Кал Пен | [ 14 ] |
| 2005.  | Невиђени                                   | Крејг Т. Нелсон, Холи Хантер, Спенсер Фокс и Сара Вауел                                                                         | [ 14 ] |
| 2006.  | Ловци на деверуше                          | Винс Вон и Овен Вилсон | [ 15 ] |
| 2006.  | Фантастична четворка                       | Џесика Алба, Јоан Грифид, Крис Еванс и Мајкл Чиклис                                                                             | [ 15 ] |
| 2006.  | Хари Потер и Ватрени пехар                 | Данијел Радклиф, Ема Вотсон и Руперт Гринт                                                                                      | [ 15 ] |
| 2006.  | 4 банке, а невин                           | Стив Карел, Романи Малко, Сет Роген и Пол Рад                                                                                   | [ 15 ] |
| 2006.  | Мајстори опасности                         | Џони Ноксвил, Шон Вилијам Скот и Џесика Симпсон                                                                                 | [ 15 ] |

### 2010е
| Година | Филм                                    | Глумачка постава | Извор  |
| ------ | --------------------------------------- | --- | ------ |
| 2012.  | Хари Потер и реликвије смрти: Други део | Данијел Радклиф, Руперт Гринт, Ема Вотсон и Том Фелтон | [ 16 ] |
| 2012.  | Деверуше                                | Кристен Виг, Маја Рудолф, Роуз Берн, Мелиса Макарти, Венди Маклендон-Кови и Ели Кемпер                                                                    | [ 16 ] |
| 2012.  | Игре глади                              | Џенифер Лоренс, Џош Хачерсон, Лијам Хемсворт, Елизабет Бенкс, Вуди Харелсон, Лени Кравиц и Александер Лудвиг                                              | [ 16 ] |
| 2012.  | На тајном задатку                       | Џона Хил, Ченинг Тејтум, Ајс Кјуб, Дејв Франко, Ели Кемпер, Бри Ларсон и Роб Ригл                                                                         | [ 16 ] |
| 2012.  | Служавке                                | Ема Стоун, Вајола Дејвис, Брајс Далас Хауард, Октавија Спенсер и Џесика Частејн                                                                           | [ 16 ] |
| 2013.  | Меда                                    | Марк Волберг и Сет Макфарлан | [ 17 ] |
| 2013.  | Осветници                               | Роберт Дауни Млађи и Марк Рафало | [ 17 ] |
| 2013.  | Гласајте за мене                        | Вил Ферел и Зак Галифанакис | [ 17 ] |
| 2013.  | Ђангова освета                          | Леонардо Дикаприо и Самјуел Л. Џексон | [ 17 ] |
| 2013.  | У добру и у злу                         | Џенифер Лоренс и Бредли Купер | [ 17 ] |
| 2014.  | Паклене улице 6                         | Вин Дизел и Пол Вокер | [ 18 ] |
| 2014.  | Америчка превара                        | Ејми Адамс и Кристијан Бејл | [ 18 ] |
| 2014.  | Пословни клуб Далас                     | Метју Маконахеј и Џаред Лето | [ 18 ] |
| 2014.  | Вожња                                   | Ајс Кјуб и Кевин Харт | [ 18 ] |
| 2014.  | Вук са Вол Стрита                       | Џона Хил и Леонардо Дикаприо | [ 18 ] |
| 2015.  | Лоше комшије                            | Зак Ефрон и Дејв Франко | [ 19 ] |
| 2015.  | Чувари галаксије                        | Бредли Купер и Вин Дизел | [ 19 ] |
| 2015.  | На тајном задатку: Повратак на колеџ    | Џона Хил и Ченинг Тејтум | [ 19 ] |
| 2015.  | Интервју                                | Џејмс Франко и Сет Роген | [ 19 ] |
| 2015.  | Криве су звезде                         | Шејлин Вудли и Енсел Елгорт | [ 19 ] |
| 2016.  | На путу до звезда                       | Ана Кендрик, Ребел Вилсон, Хајли Стајнфелд, Британи Сноу, Ана Кемп, Скајлар Астин, Адам Девајн, Елизабет Бенкс                                            | [ 20 ] |
| 2016.  | Паклене улице 7                         | Вин Дизел, Пол Вокер, Двејн Џонсон, Џејсон Стејтам, Џордана Брустер, Мишел Родригез                                                                       | [ 20 ] |
| 2016.  | Игре глади: Сјај слободе - Други део    | Џенифер Лоренс, Џош Хачерсон, Лијам Хемсворт, Вуди Харелсон, Елизабет Бенкс, Џулијана Мур, Сем Клафлин, Џена Малон, Филип Симор Хофман, Доналд Садерланд  | [ 20 ] |
| 2016.  | Звездани ратови: Буђење силе            | Дејзи Ридли, Адам Драјвер, Џон Бојега, Оскар Ајзак, Харисон Форд, Марк Хамил, Кари Фишер, Лупита Нјонго, Енди Серкис, Донал Глисон, Питер Мејхју          | [ 20 ] |
| 2016.  | Осветници: Ера Алтрона                  | Роберт Дауни Млађи, Крис Хемсворт, Марк Рафало, Крис Еванс, Скарлет Џохансон, Џереми Ренер, Арон Тејлор-Џонсон, Елизабет Олсен, Пол Бетани, Џејмс Спејдер | [ 20 ] |
| 2016.  | Хаос у најави                           | Ејми Шумер, Бил Хејдер, Бри Ларсон, Тилда Свинтон, Џон Сина, Леброн Џејмс                                                                                 | [ 20 ] |
| 2017.  | Логан                                   | Хју Џекман и Дафни Кин | [ 21 ] |
| 2017.  | Лепотица и звер                         | Џош Гад и Лук Еванс | [ 21 ] |
| 2017.  | Атланта                                 | Брајан Тајри Хенри и Лакит Станфилд | [ 21 ] |
| 2017.  | Бежи                                    | Данијел Калуја и Лил Рел Хауери | [ 21 ] |
| 2017.  | Војс                                    | Адам Левин и Блејк Шелтон | [ 21 ] |
| 2017.  | Мартина и Снупова вечера                | Марта Стјуарт и Снуп Дог | [ 21 ] |
| 2018.  | То                                      | Фин Вулфхард, Софија Лилис, Џејден Лајберхер, Џек Дилан Грејзер, Вајат Олеф, Џереми Реј Тејлор и Чоузен Џејкобс                                           |        |
| 2018.  | Црни Пантер                             | Чедвик Боузман, Лупита Нјонго, Данај Гурира и Летиша Рајт                                                                                                 |        |
| 2018.  | Џуманџи: Добродошли у џунглу            | Двејн Џонсон, Кевин Харт, Џек Блек, Карен Гилан и Ник Џонас                                                                                               |        |
| 2018.  | Играч број 1                            | Тај Шеридан, Оливија Кук, Лина Вејт, Филип Џао и Вин Морисаки                                                                                             |        |
| 2018.  | Чудније ствари                          | Гејтен Матаразо, Фин Вулфхард, Кејлеб Маклохлин, Ноа Шнап и Сејди Синк                                                                                    |        |

### 2020е
| Година | Филм                         | Глумачка постава                              | Извор |
| ------ | ---------------------------- | --------------------------------------------- | ----- |
| 2022.  | Локи                         | Том Хидлстон, Софија ди Мартино и Овен Вилсон |       |
| 2022.  | Само убиства у згради        | Селена Гомез, Стив Мартин и Мартин Шорт       |       |
| 2022.  | Спајдермен: Пут без повратка | Том Холанд, Ендру Гарфилд и Тоби Магвајер     |       |
| 2022.  | Пројекат Адам                | Рајан Ренолдс и Вокер Скобел                  |       |
| 2022.  | Изгубљени град               | Сандра Булок, Ченинг Тејтум и Бред Пит        |       |
| 2023.  | The Last of Us               | Педро Паскал и Бела Ремзи                     |       |
| 2023.  | Спремне за освету            | Камила Мендес и Маја Хок                      |       |
| 2023.  | Среда                        | Џена Ортега и Виктор Доробанту                |       |
| 2023.  | Бели лотос                   | Симона Табаско и Беатриче Грано               |       |
| 2023.  | Топ ган: Маверик             | Том Круз и Мајлс Телер                        |       |